# Прохідницький комбайн

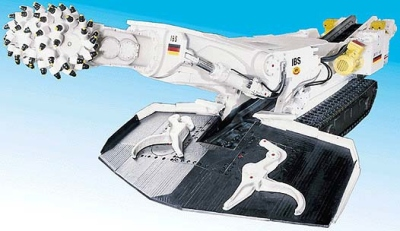
Типова конструкція

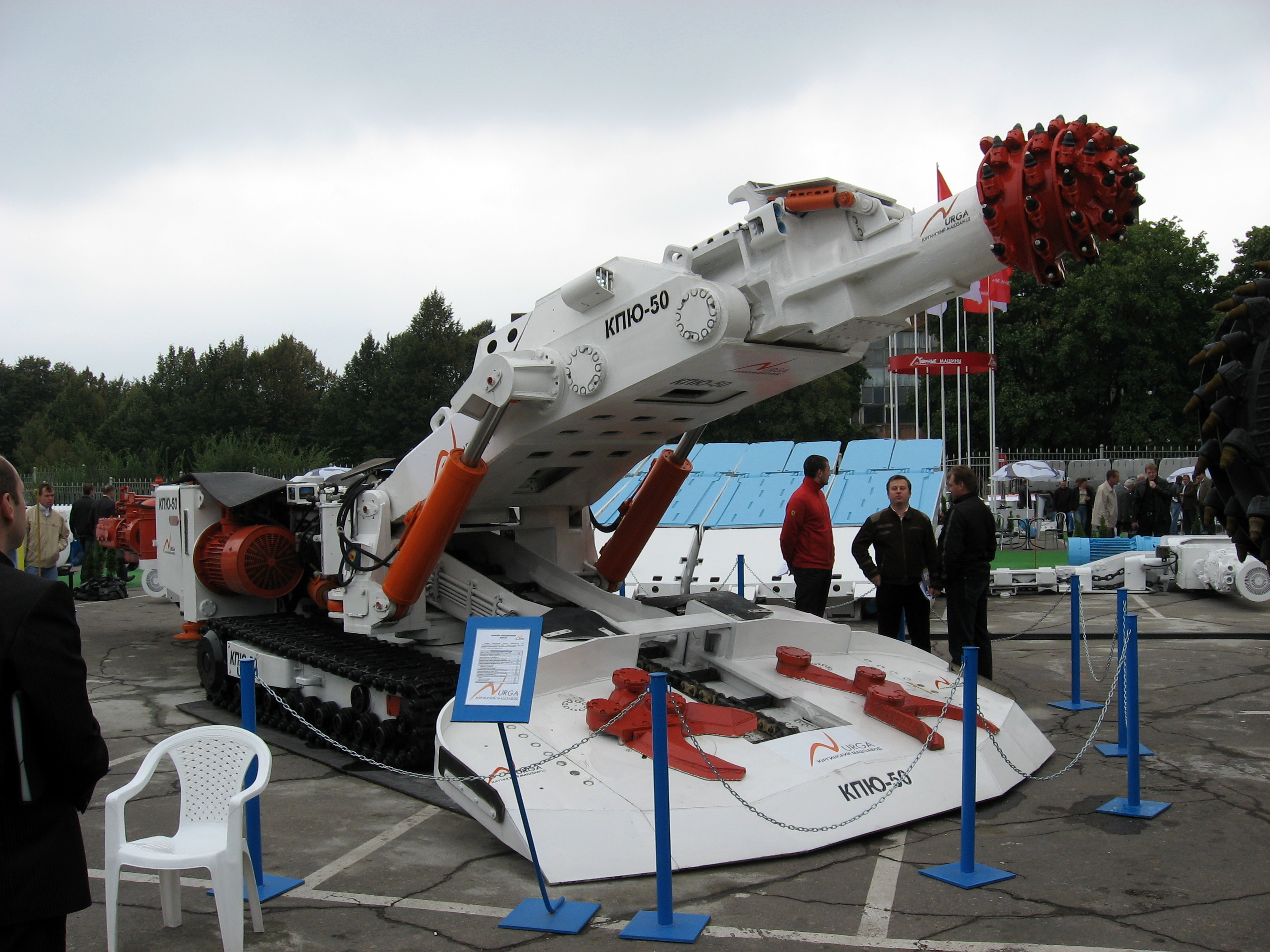
Прохідницький комбайн КПЮ-50

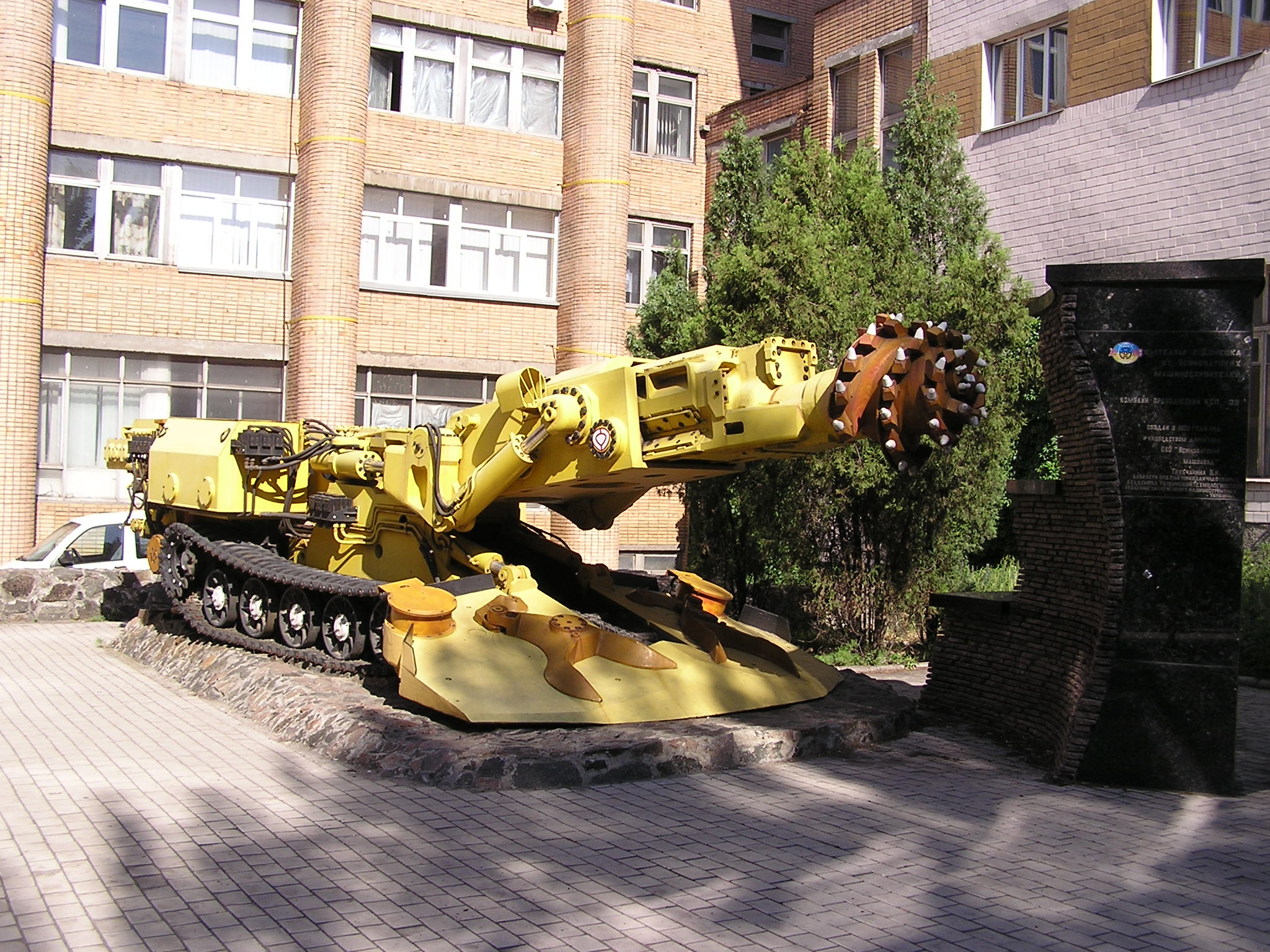
Комбайн, Донецьк

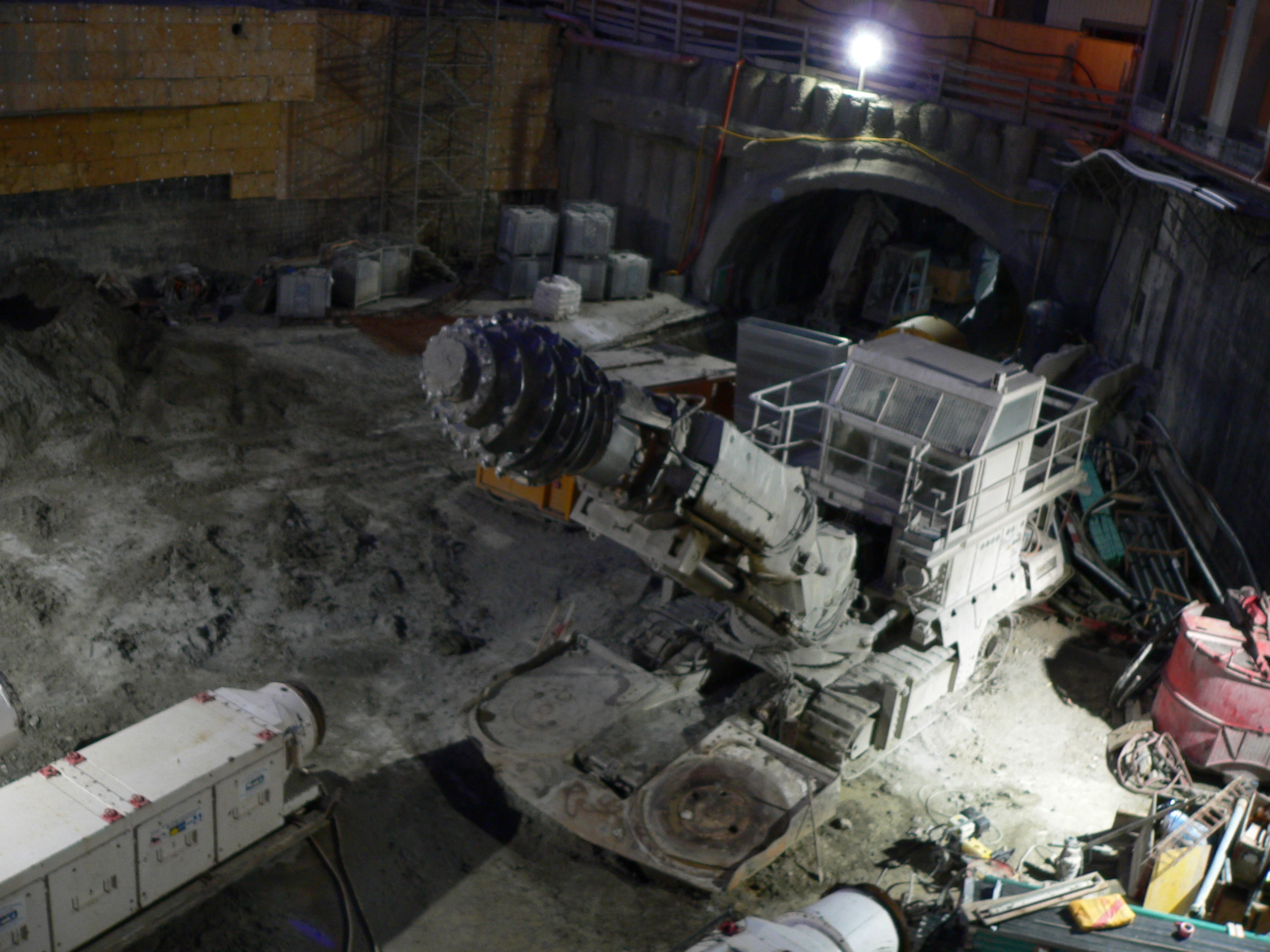
Комбайн у забої

Прохідницький комбайн — комбінована гірнича машина, призначена для проведення гірничих виробок. Виконує основні операції, починаючи з руйнування масиву гірських порід, відділення від масиву корисної копалини або породи і закінчуючи навантаженням гірничої маси у транспортні засоби (вагонетки, конвеєр, перевантажувач та ін.).

## Типи
За конструкцією та призначенням поділяються на комбайни вибіркового руйнування (зі стрілою та фрезерною коронкою), суцільного руйнування (виконавчий орган бурової дії), нарізні (зі стрілоподібним виконавчим органом) і роторного типу. Застосовується при проходженні гірничих горизонтальних, похилих виробок, стволів, будівництві тунелів.
Стійкість прохідницького комбайна — збереження нерухомого стану корпуса комбайна при роботі виконавчого органу чи необхідності заданого напрямку в процесі руйнування вибою. Забезпечується масою комбайна та розпірними пристроями.

## Виробництво
Країнами-лідерами у проєктуванні і виготовленні комбайнів є Україна, Сполучене Королівство, РФ, ФРН, Швеція, Австрія, Китай.
Основні виробники:
- Україна — НКМЗ, Corum Group, Ясинуватський машинобудівний завод, ДТЕК «Енерго».
- ФРН — фірми Eickhoff, Wirth, German Mining Solution GmbH.
- Сполучене Королівство — Joy.
- РФ — Юргінський машинобудівельний завод, Копейський машінобудівний завод.
- Швеція/Австрія — Sandvick.
- Китай — Sanyi.

### Виробництво в Україні
В Україні прохідницькі комбайни виготовляються наступними виробниками:
- Ясинуватський машинобудівний завод — комбайни серії КСП (-21, -22, -32, -33, -35, -42, -43) та комбайн ПК 8МА;
- Новокраматорський машинобудівний завод — комбайни серії П110 (сумарна потужність електродвигунів 190…312 кВт, гранична міцність порід до 100…120 МПа, продуктивність 0,3 м3/хв);
- операційна компанія ДТЕК «Енерго» — комбайни серії RH110.

21 вересня 2023 року, згідно повідомлення офіційного сайті ДТЕК «Енерго», що забезпечує управління активами в вуглевидобутку, тепловій енергетиці і дистрибуції електроенергії, машинобудівники ДТЕК виготовили новий прохідницький комбайн RH110. Ця модель стане найуніверсальнішою на вугільних підприємствах компанії та допоможе шахтарям видобувати вугілля для теплоелектростанцій. Новий прохідницький комбайн відрізняється від своїх попередників вдосконаленою та збільшеною конструкцією виконавчого органу. Всі основні металоконструкції, які контактують з гірською масою, виготовлені зі зносостійкої сталі, що забезпечить ефективність роботи у важких гірничо-геологічних умовах. Маса комбайну - майже 55 тонн, що на 20 % більше за попередні моделі. Електрогідравлічна частина комбайна виготовлена із застосуванням сучасних комплектуючих провідних європейських виробників.